# Daniela Schreiber
Daniela Schreiber (* 26. Juni 1989 in Dessau) ist eine deutsche Schwimmerin. Ihre größten Erfolge sind der Gewinn der Europameisterschaft 2010 mit der 4-mal-100-Meter-Staffel sowie die Bronzemedaille über 100 Meter Freistil bei den Europameisterschaften 2012.
Schreiber wurde im Jahr 2006 in Rio de Janeiro zweifache Juniorenweltmeisterin und zählte in ihrer Altersklasse über 50 und 100 Meter Freistil zur deutschen Spitze. Von 2001 bis 2008 trainierte Daniela bei Landestrainerin Carmela Ertel.  Entdeckt wurde ihr Talent von Stützpunkttrainerin Gudrun Rudel in Dessau. 
Sie startete für den SV Halle e. V., wo sie bei Frank Embacher ab 2009 trainierte. Im Oktober 2015 gab Daniela Schreiber ihren Ausstieg aus dem Leistungssport bekannt.

## Erfolge

### Juniorenweltmeisterschaften
2006 (Rio de Janeiro)
- Gold: über 50 Meter Freistil (0:25,55 min)
- Gold: über 100 Meter Freistil (0:55,59 min)
- Silber: mit der 4-mal-100-Meter-Freistilstaffel
- Bronze: mit der 4-mal-200-Meter-Freistilstaffel

### Jugendeuropameisterschaften
2005 (Budapest)
- Platz 4 über 50 Meter Freistil (0:26,48 min)
- Platz 6 über 100 Meter Freistil

2004 (Lissabon)
- Gold: mit der 4-mal-100-Meter-Freistilstaffel
- Silber: mit der 4-mal-100-Meter-Lagenstaffel
- Silber: über 100 Meter Freistil (0:56,95 min)

### Deutsche Meisterschaften
2007 (Winter)
- Platz 5 über 50 Meter Freistil (0:25,83 min)
- Platz 7 über 100 Meter Freistil (0:55,35 min)

2006
- Platz 5 über 50 Meter Freistil (0:25,89 min)

### Deutsche Jahrgangsmeisterschaften
2006
- Gold: über 50 Meter Freistil (0:26,34 min)
- Gold: über 100 Meter Freistil (0:55,77 min)
- Gold: über 200 Meter Freistil (2:03,00 min)

2005
- Gold: über 50 Meter Freistil (0:26,36 min)

2004
- Gold: über 50 Meter Freistil (0:26,86 min)
- Gold: über 100 Meter Freistil (0:57,25 min)
- Gold: über 200 Meter Freistil (2:05,60 min)

## Verweise